# Blue Lions Leipzig
Le Blue Lions Leipzig est un club professionnel allemand de hockey sur glace basé à Leipzig. Il évolue en Oberliga, le troisième échelon allemand.

## Historique
Le club est créé en 1998.

### Palmarès
- Aucun titre.